# Kitchens of Distinction
Kitchens of Distinction (także w skrócie KOD) – brytyjski trzyosobowy zespół rocka alternatywnego z południowego Londynu aktywny w latach 1986-1996 oraz po reaktywacji od 2012.

## Skład
- Patrick Fitzgerald
- Julian Swales
- Dan Goodwin

## Dyskografia
- Love Is Hell (1989 One Little Indian)
- Strange Free World (1991 One Little Indian)
- The Death of Cool (1992 One Little Indian)
- Cowboys and Aliens (1994 One Little Indian)